# 新川町 (越谷市)
新川町（しんかわちょう）は、埼玉県越谷市の町名。現行行政地名は新川町一丁目および二丁目。住居表示未実施地区。郵便番号は343-0852。

## 地理
埼玉県の東部地域で、越谷市の南西部に位置する。綾瀬川の境界に川口市と接し、町名の由来となった新川（末田用水）が町内の中央を流れる。

### 河川
- 新川（末田用水）
- 末田落し
- 出羽堀
- 七左エ門川

## 歴史
- 1972年（昭和47年）11月1日 - 大字越巻、大字七左衛門、大字神明下、大字北後谷の各一部から新川町一丁目〜二丁目が成立。

## 世帯数と人口
2018年（平成30年）3月1日現在の世帯数と人口は以下の通りである。
| 丁目         | 世帯数  | 人口    |
| ------------ | ------- | ------- |
| 新川町一丁目 | 247世帯 | 596人   |
| 新川町二丁目 | 265世帯 | 625人   |
| 計           | 512世帯 | 1,221人 |

## 小・中学校の学区
市立小・中学校に通う場合、学区（校区）は以下の通りとなる。
| 丁目         | 番地 | 小学校             | 中学校               |
| ------------ | ---- | ------------------ | -------------------- |
| 新川町一丁目 | 全域 | 越谷市立出羽小学校 | 越谷市立武蔵野中学校 |
| 新川町二丁目 | 全域 | 越谷市立出羽小学校 | 越谷市立武蔵野中学校 |

## 交通

### 鉄道
地内をJR東日本武蔵野線が通るが鉄道駅は無い。最寄り駅は武蔵野線・埼玉高速鉄道東川口駅となっている。

### 道路
- 埼玉県道324号蒲生岩槻線
- 七左エ門通り

## 施設
- 出羽公園（一部）
- 越谷市老人福祉センター けやき荘
- 新川稲荷神社
- 越巻稲荷神社
- 旧万蔵院
- 薬師堂